# Marina Inoue
Marina Inoue (井上 麻里奈, Inoue Marina, née le 20 janvier 1985 à Tokyo, Japon) est une seiyû et chanteuse japonaise. Elle a interprété des chansons servant de génériques à des séries anime; trois sont sorties en singles, les autres figurent sur des albums compilation.

## Doublage

### Anime et OAV
- 009-1 (Mia Connery)
- Akane-Iro ni Somaru Saka (Tsukasa Kiryu)
- Amatsuki (Tsuruume)
- Baccano! (Eve Genoard)
- Boku wa Tomodachi ga Sukunai (Mikazuki Yozora)
- Break blade (Narvi Sutoraizu)
- Cobra the Animation (Ellis Lloyd)
- Cossette no Shouzou (Cossette)
- D.Gray-man (Elda)
- Date A Live (Tohka Yatogami)
- El Cazador de la Bruja (Lirio)
- Gakuen Alice (Misaki Harada)
- Ginban Kaleidoscope (Mika Honjou)
- Gintama (Asaemon)
- Hagure Yûsha no Estetica (Haruka Nanase)
- Hayate no Gotoku! (Shion Kuresato / Wataru Tachibana)
- Hidamari Sketch x 365 (Toudou)
- Highschool of the Dead (Rei Miyamoto)
- Itazura na Kiss (Marina Shinagawa)
- Je ne t'aime pas du tout, grand-frère ! (Iroha Tsuchiura)
- Jujutsu Kaisen (Mai Zenin)
- Kämpfer  (Natsuru Senou)
- Kiba (Pino / Rebecca)
- Kite Liberator (Monica)
- Black Butler (saison 2) (Kuroshitsuji II) (Luka Macken)
- Macademi Wasshoi! (Mariera)
- Mahou Sensei Negima! Mou Hitotsu no Sekai (Kotarou Inugami)
- Mahou Shoujo Lyrical Nanoha StrikerS (Erio Mondial, Cinque, Wendi)
- Maria-sama ga Miteru 4th (Shouko Naitou)
- Maria Holic (Matsurika Shinouji)
- Minami-ke Okawari (Kana Minami)
- Mushi-Uta (Annelize)
- My Hero Academia (Momo Yaoyorozu)
- Pokémon Générations (Malva)
- Punch Line (anime) (Yūta Iridatsu)
- Rinne (Sakura Mamiya)
- RWBY (Emerald Sustrai)
- Sayonara Zetsubou Sensei (Chiri Kitsu)
- Sekirei (Tsukiumi)
- Seven Deadly Sins (Jericho)
- Sket Dance (Kibitsu Momoka)
- Senjo no Valkyria: Gallian Chronicles (Alicia)
- Shakugan no Shana II (Pheles)
- Shingeki no Kyojin (Armin Arlelt)
- Smile PreCure! (Nao Midorikawa/Cure March')
- Skip Beat! (Kyouko Mogami)
- Tengen Toppa Gurren Lagann (Yoko)
- Terra e... (Shiroe Seki Ray)
- Toshokan Sensou (Iku Kasahara)
- Umineko no Naku Koro ni (Jessica Ushiromiya)
- Xam'd: Lost Memories (Kobako)
- Yakitate!! Japan (Shigeru)
- Zettai Karen Children (Yuuri Kumoi)

### Jeux vidéo
- Lufia: Curse of the Sinistrals (Selan)
- Tales of Hearts (Kohak Hearts)
- Valkyria Chronicles (Alicia Melchiott)
- Elsword (Elesis)
- Date A Live : Spirit Pledge (Versions Chinoise et globale du jeu) (Tohka Yatogami)
- Dragon Quest Heroes (Bianca)
- Girls Frontline (OTs-14, 6P62)
- Girls Frontline 2 : Exilium (OTs-14 "Groza")
- Azur Lane (Jean Bart, Richelieu)
- Honkai Impact 3rd (Elysia)
- Arknights (Pallas)
- Alchemy Stars (Reinhardt)
- NIKKE : Goddess of Victory (Helm)
- Punishing : Gray Raven (Vera)
- Epic Seven (Luna)
- Honkai Star Rail (Yanqing)
- Fire Emblem Heroes (Fiora, Mareeta)

## Discographie
Singles
- 2004 : Hōseki (宝石)
- 2005 : Energy
- 2007 : Beautiful Story (ビューティフル・ストーリー)